# Koninkrijk Boma
Het Koninkrijk Boma, ook bekend als Ibar of Giribuma, was het koninkrijk van het Bomavolk in het Kongobekken, rond het Mai-Ndombemeer.

## Geschiedenis
Het koninkrijk scheidde zich in het begin van de 17e eeuw af van Mwene Muji, waarbij de traditie Maluma Bieme aanwijst als de stichter. Het onderhield nauwe banden met het Koninkrijk Teke. In de jaren 1640 werd gezegd dat het koninkrijk Boma vijftien "koningen" controleerde en een van de machtigste koninkrijken van Afrika was. Tegen het einde van de 19e eeuw had Boma, Mwene Muji overtroffen en was het uitgegroeid tot de dominante macht in de regio Beneden-Kasai.
Orale tradities uit Boma, verzameld in 1926, beschrijven hoe het Bomavolk zich in de regio vestigde. Ze volgen een groep leiders die zuidwaarts langs de Kwangorivier trokken om te ontsnappen aan hun ouderen, die hen dwongen in mijnen te werken. Ze vestigden zich in drie golven, wat leidde tot onderverdelingen binnen de groep. Het verhaal vervolgt met de verovering van de regio door de Ngeli, een van de ouderen voor wie ze waren gevlucht. Hierdoor kregen de leiders van het koninkrijk Boma, de ngeliboma, legitimiteit als ouderen van de oorspronkelijke stichters, de Ntote van Mwene Muji.
Koninkrijk Kongo ·
Koninkrijk Kakongo ·
Koninkrijk Soyo ·
Koninkrijk Loango ·
Sultanaat Utetera · 
Koninkrijk Yeke · 
Koninkrijk Boma · 
Mwene Muji · 
Lunda-rijk · 
Koninkrijk Kuba ·
Luba-rijk ·
Koninkrijk Kanyok ·
Koninkrijk Kalundwe ·
Koninkrijk Chokwe ·
Koninkrijk Teke ·
Koninkrijk Lele ·
Koninkrijk Suku ·
Koninkrijk Yaka ·
Koninkrijk Azende ·
Koninkrijk Mbunda ·
Koninkrijk Ngoyo ·
Koninkrijk Mbuun ·
Koninkrijk Bozanga ·
Koninkrijk Pende ·
Ngbandi staten ·
Nsapo-staten ·
Mongo-staten ·
Koninkrijk Vungu ·
Koninkrijk Ndongo ·
Geconfedereerde Staten van Mpemba ·
Zeven koninkrijken van Kongo dia Nlaza ·
Koninkrijk Mpemba Kasi ·
Koninkrijk Vunda ·
Koninkrijk Mbata ·
Koninkrijk Mpangala ·
Koninkrijk Nsundi ·
Koninkrijk Mpangu ·
Koninkrijk Kundi ·
Koninkrijk Okanga